# 德赖克斯
德赖克斯（法語：Draix，法語發音：[dʁɛks]）是法国上普罗旺斯阿尔卑斯省的一个市镇，属于迪涅莱班区。

## 地理
德赖克斯（44°8'4"N, 6°20'35"E）面积23.04 平方千米，位于法国普罗旺斯-阿尔卑斯-蓝色海岸大区上普罗旺斯阿尔卑斯省，该省份为法国东南部内陆省份，北起上阿尔卑斯省，西接沃克吕兹省，西北接德龙省，南至瓦尔省，东临滨海阿尔卑斯省，东北部与意大利接壤。
与德赖克斯接壤的市镇（或旧市镇、城区）包括：阿尔沙伊、勒布吕斯凯、拉雅维、马尔库、普拉茨-上布莱奥讷、塔尔托讷、下托拉姆。

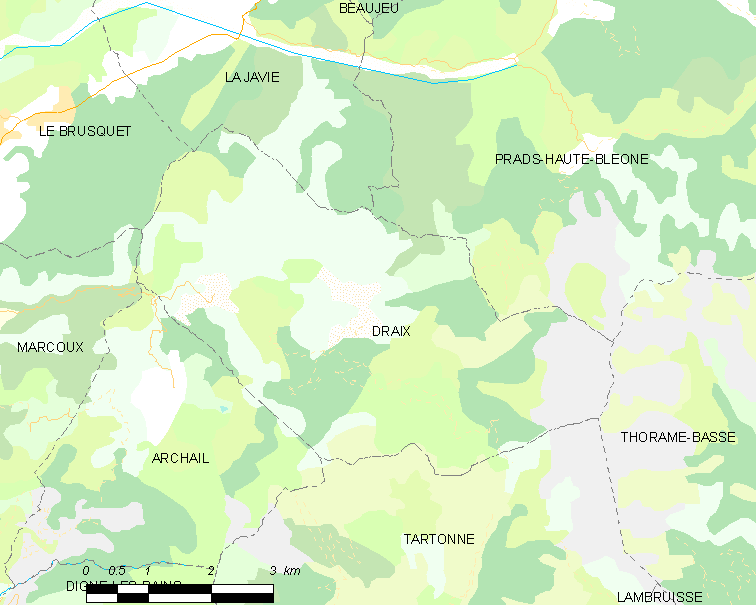
德赖克斯的OSM定位图

德赖克斯的时区为UTC+01:00、UTC+02:00（夏令时）。

## 行政
德赖克斯的邮政编码为04420，INSEE市镇编码为04072。

## 政治
德赖克斯所属的省级选区为塞讷县。

## 人口

1962-2008年间德赖克斯人口变化图示

德赖克斯于2022年1月1日时的人口数量为113人。